# Ptenidium formicetorum
Ptenidium formicetorum är en skalbaggsart som beskrevs av Ernst Gustav Kraatz 1851. Ptenidium formicetorum ingår i släktet Ptenidium, och familjen fjädervingar. Arten är reproducerande i Sverige.